# إنجليزيون أيرلنديون
إنجليزيون أيرلنديون (بالإنجليزية: Anglo-Irish people)‏ وهو مصطلح استُخدم لفئة معينة من سكان أيرلندا من الذين تركوا المذهب الكاثوليكي واتبعوا مذهب كنيسة أيرلندا الأنجليكانية البروتستانتية ومذهب الميثودية.